# Боянски палимпсест
Боянският палимпсест или Боянско евангелие е старобългарски ръкопис, първоначално написан с обла глаголица. В началото на 13 век глаголическият текст е заличен. Пергаментовите листа са използвани повторно, за написването на изборно евангелие, този път с кирилица.

## История
Ръкописът е открит от Виктор Григорович при пътуването му из Балканите през 1844 – 1847 година. Той го отнася в Русия. Понастоящем се съхранява в Руската държавна библиотека (РГБ) в Москва, фонд 87, №8 /M. 1690.
Боянският палимпсест не бива да се бърка с друг кирилски ръкопис, който е открит при реставрационни работи в Боянската църква през 1981 г. и е известен като Боянски псалтир, ХІІІ век (на снимката в ляво). Съхранява се под инв. № 35 в музея „Боянска църква“, филиал на Националния исторически музей-София. Показан е в зала 3-запад на НИМ.

## Състояние
В сегашния си вид палимпсестът се състои от 109 листа с размери 160x185 мм. Колите (тетради) не са съшити една към друга. Първите 8 липсват. Не са съхранени и последните 15 листа. Във вида, който е имало евангелието през 13 век, навярно е съдържало 28 тетради с 224 листа. Ръкописът включва синаксар и миней. Съдържанието им е непълно поради загубата на страници. Началните букви са рисувани с киновар и оцветени. Върху лист 47 б е запазена приписка на преписвача.
Първата, втората, третата, петата и шеста тетради са палимпсестови. Личи двойно изчертаване на редовете – правено веднъж при писане на глаголическия текст и втори за кирилския. Общо запазените палимпсестови листове са 42. Останалата съхранена част от ръкописа е по-нова. Тя е от по-тънък и светъл пергамент. Изчертаването на редовете е единично, следователно на нея не е писан по-стар текст.

## Езикови особености
В езиково отношение първоначалният текст спада към късните глаголически писмени паметници. В него липсва знакът ь, поради което е определян като едноеров. Единственият запазен друг подобен текст е вмъкната част в „Зографското евангелие“. Според слависта чл. кор. Иван Добрев той е доказателство, че в края на 11 век са правени опити за реформа в правописа, в посока доближаване към говоримия език. Според него, глаголическият текст от „Боянския палимпсест“ е писан в Западна България.
В паметника се срещат четири знака за носовите гласни, а на места се наблюдава и смесената им употреба.

## Изследвания
- „Очерк путешествия по Европейской Турции“, В. Григорович, Казань, 1848 г., стр. 189.
- „Материалы для характеристики среднеболгарского языка“. 1. Боянское евангелие XII-XIII в. СПб., Ст. Кульбакин, 1899 г.
- „Энцикопедия славянской филологии“. 3, СПб., В. Ягич, 1911 г., стр. 129, 233, 234, табл. 4/8. 9.
- „Глаголическият текст на Боянския палимпсест. Старобългарски паметник от края на XI в.“, И. Добрев, С., 1972 г. (За кинематиката на глаголическите букви и в частност за буквите в Боянския палимпсест вж. част от изследването тук.)
- „Боянски палимсест“, в „Кирило-Методиевска енцикопедия“ том 1 (А-З), И. Добрев, С., стр. 236.
- „Боянско евангелие“, в „Старобългарска литература. Енцикопедичен речник“, Т. Славова, С., 67 – 68.